# Evenord-Bank
Die Evenord-Bank eG-KG ist eine Gewerbe- und Privatkundenbank mit Sitz in der bayerischen kreisfreien Stadt Nürnberg.

## Geschichte
Die heutige Evenord-Bank eG-KG wurde am 1. Januar 1961 als Viehmarktbank,EVENORD-Einkaufs- und Verwertungsgenossenschaft der nordbayerischen Fleischer eGmbH,KG gegründet. Die Gewerbe- und Privatkundenbank geht aus der Bankabteilung der Evenord eG hervor. Der Name Evenord leitet sich ab aus der ursprünglichen Bezeichnung „Einkaufs- und Verwertungsgenossenschaft der nordbayerischen Fleischer“. Lange Zeit wickelten die Kunden der Evenord eG ihre Finanzgeschäfte direkt in der Genossenschaft ab. Als das Geldgeschäft wuchs, gründete die Evenord eG im Jahr 1961 die eigene Bank – die heutige Evenord-Bank eG-KG. Am 2. April 2003 erhielt die Bank die heutige Firmierung.

## Rechtsverhältnisse
Die Evenord-Bank eG-KG ist im Handelsregister beim Amtsgericht Nürnberg unter HRA 5551 eingetragen. Bei der eG-KG handelt es sich um eine Sonderform der Kommanditgesellschaft (KG), bei der der persönlich haftende Gesellschafter (phG) keine natürliche Person, sondern eine eingetragene Genossenschaft (eG) ist.

## Sicherungseinrichtung
Die Evenord-Bank eG-KG ist der amtlich anerkannten Sicherungseinrichtung des Bundesverbandes der Deutschen Volksbanken und Raiffeisenbanken GmbH und der zusätzlichen freiwilligen Sicherungseinrichtung des Bundesverbandes der Deutschen Volksbanken und Raiffeisenbanken e.V. angeschlossen. Die Evenord-Bank eG-KG ist freiwilliges Mitglied der Genossenschaftlichen FinanzGruppe Volksbanken Raiffeisenbanken.

## Geschäftsausrichtung
Die Evenord-Bank eG-KG betreibt das Universalbankgeschäft und hat ihr Geschäftsfeld im regionalen Markt der Metropolregion Nürnberg. Sie ist von Beginn an Mitglied der Genossenschaftlichen FinanzGruppe Volksbanken Raiffeisenbanken. Im Verbundgeschäft arbeitet sie mit der DZ Bank, R+V Versicherung, Bausparkasse Schwäbisch Hall, DZ Hyp und der Union Investment zusammen. Die Evenord-Bank eG-KG betreut Privat- und Gewerbekunden aus allen Branchen. Sie ist zudem die Hausbank der realwirtschaftlichen Evenord eG, einer Großhandelsgenossenschaft für gewerbliche Kunden im Bereich Lebensmittel.
Die Evenord-Bank eG-KG unterscheidet sich durch ihre strikte Werteorientierung von anderen Banken. Gemeinsam mit ihren Kunden definiert sie anhand von Ausschlusskriterien, welche Bereiche gefördert und welche vermieden werden. So investiert die Evenord-Bank eG-KG beispielsweise nicht in Atomenergie, Tierversuche für nichtmedizinische Zwecke oder in Länder, die sich unzureichend für den Klimaschutz einsetzen. Diese Prinzipien gelten sowohl im Kreditgeschäft als auch bei den Eigenanlagen der Bank.
Zudem ist die Evenord-Bank Bauherr und Eigentümer des im Nürnberger Stadtteil St. Leonhard gelegenen Boardinghouses „the niu Leo“ und des Nahversorgungszentrums Am Leonhardspark 5.

## Auszeichnungen & Engagement
Die Bank wurde mehrmals ausgezeichnet. Details hierzu sind unter dem unten aufgeführten Link auf der Homepage der Bank hinterlegt.